# 小行星6946
小行星6946是一颗围绕太阳公转的小行星。1980年9月15日，亨利·德波鸿诺、萊奧·侯茲奧（Léo Houziaux）在拉西拉天文台发现了此天体。
这颗小行星的绝对星等为245.6188342004707等。